# بومو
شهر بومو (به فرانسوی: Beaumont) در شهرستان توئن  در استان انو  در منطقه فدرال والوون در کشور بلژیک واقع شده‌است.

## نگارخانه

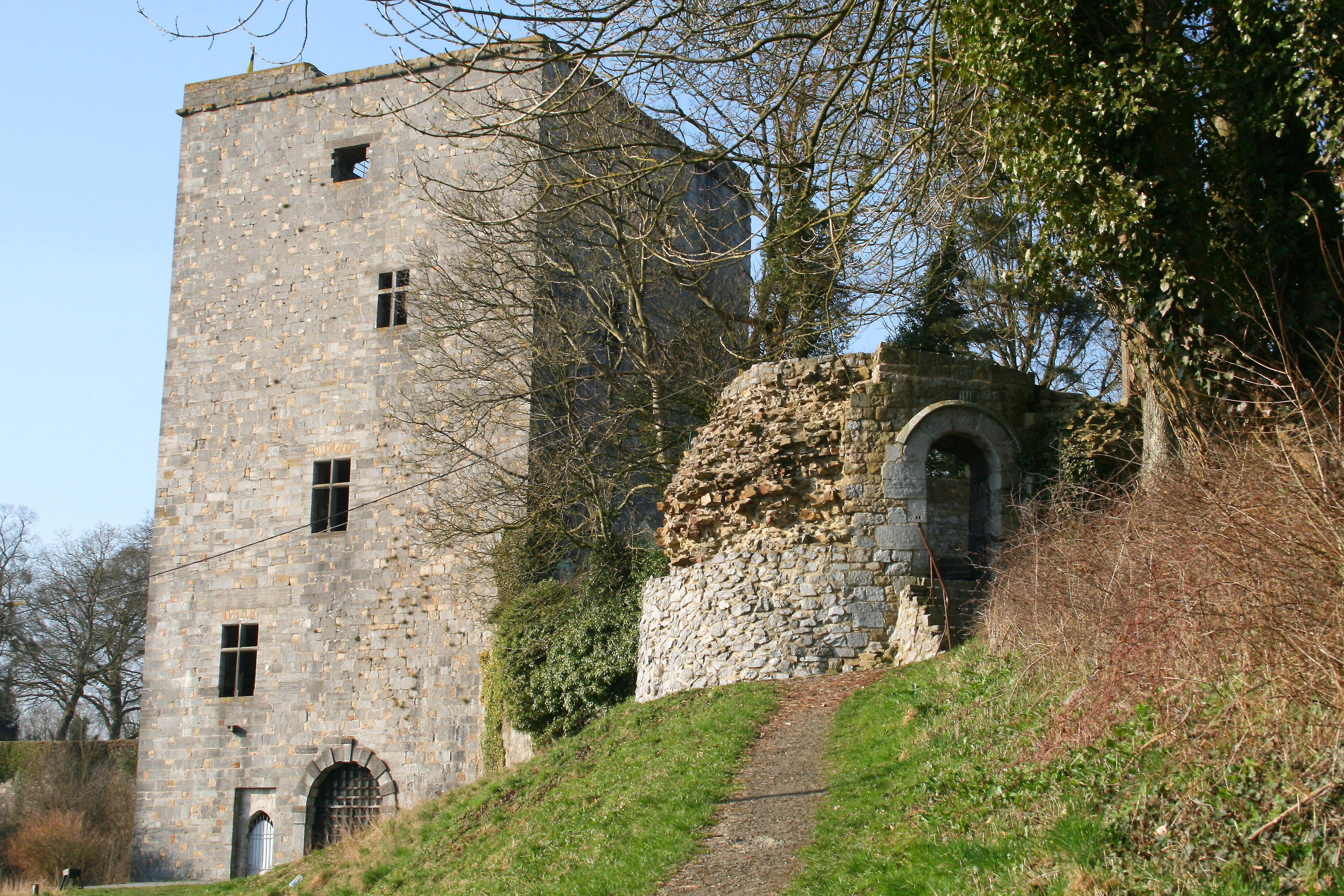
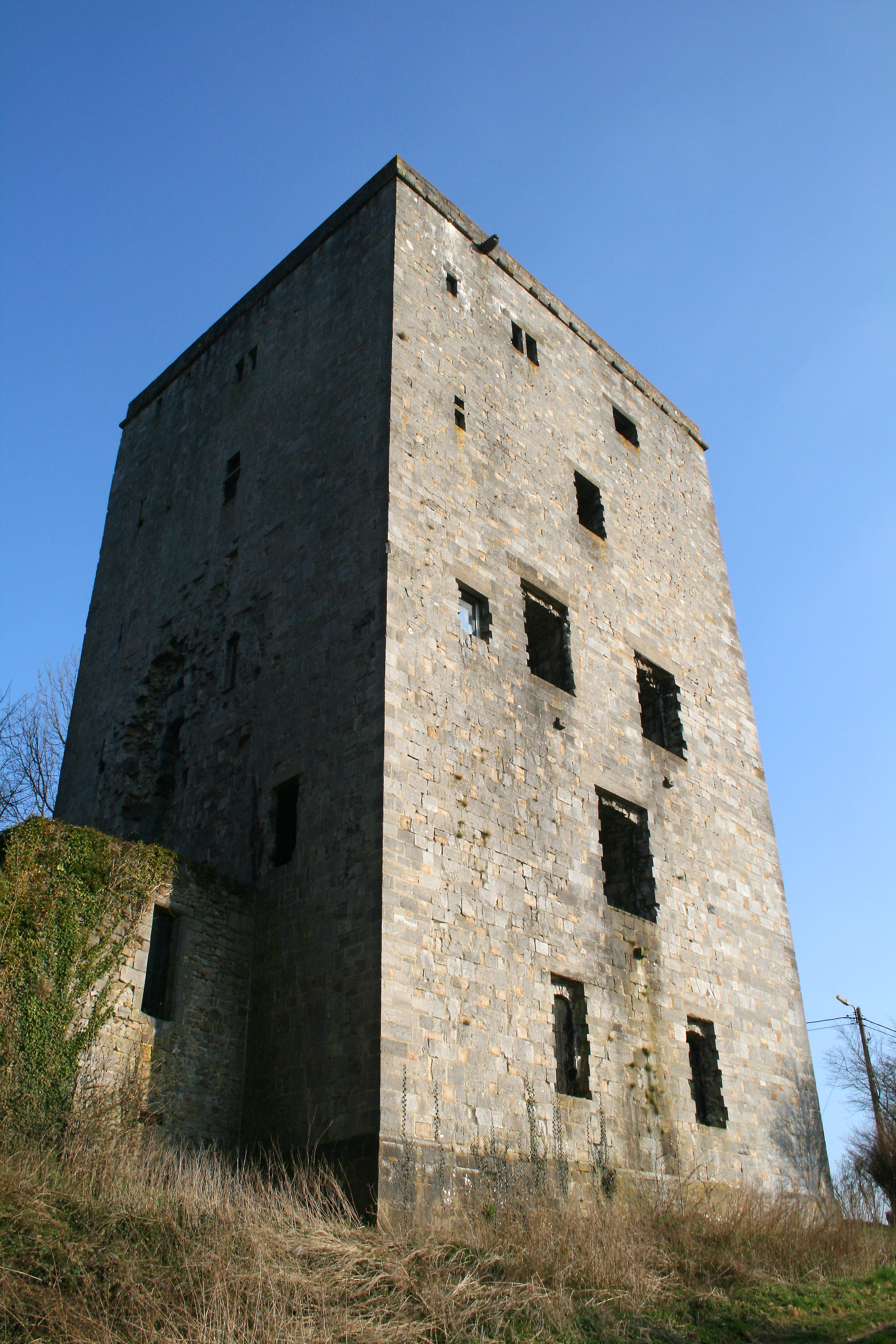